# Frédéric Gaéta
Pour les articles homonymes, voir Gaeta.
 (septembre 2018).
Si vous disposez d'ouvrages ou d'articles de référence ou si vous connaissez des sites web de qualité traitant du thème abordé ici, merci de compléter l'article en donnant les références utiles à sa vérifiabilité et en les liant à la section « Notes et références ».
Frédéric Gaéta, né à Aix-en-Provence le 6 mai 1974, est un scénariste et dessinateur de bande dessinée.

## Biographie
Sa première série, L'Énigme de la disparition du docteur Grahms est publiée d'abord chez Soleil Productions puis par les éditions Cerises et Coquelicots. Il collabore à la série Les Contes du Korrigan et développe Emma et le poisson rieur, un film d’animation.
Il réalise parallèlement, de nombreuses illustrations pour des œuvres littéraires et la presse.

## Publications
- L'Énigme de la disparition du Docteur Grahms
  1. Cinéria-Cruentus
  2. L'assassin est parmi nous...
  3. Solution
- Les Contes du Korrigan
2. Les Mille Visages du diable

## Filmographie
- Emma et le Poisson rieur (animation)